# Enric Gomà i Ribas
Enric Gomà i Ribas   (Barcelona, 28 de març de 1963) és un guionista, escriptor i divulgador lingüístic català.
Fill de l'advocat i poeta Josep Gomà i Roger i de Montserrat Ribas i Piera. Com a guionista, ha treballat en diverses sèries, com Amar en tiempos revueltos, Poblenou, Temps de silenci o Ventdelplà, entre d'altres. També ha col·laborat en diversos programes, tant de ràdio com de televisió.
Ha publicat diversos llibres sobre la situació de la llengua catalana, com Ubert tot l'any (Ara Llibres), Control de plagues, El castellà, la llengua del costat, El català tranquil (Pòrtic) i Canvi d’agulles (La Magrana).
Forma o ha format part de la junta directiva de la SGAE.